# 登京根
登京根是德国巴登-符腾堡州的一个市镇。总面积15.03平方公里，总人口2567人，其中男性1286人，女性1281人（2011年12月31日），人口密度171人/平方公里。